# Radikal 175
Radikal 175 mit der Bedeutung „Fehler, Unrecht“ ist eines von 9  der 214 traditionellen Radikale der chinesischen Schrift, die mit acht Strichen geschrieben werden.
Radikal Fehler nimmt nur in der Langzeichen-Liste traditioneller Radikale, die aus 214 Radikalen besteht, die 175. Position ein. In modernen Kurzzeichen-Wörterbüchern kann es sich an ganz anderer Stelle finden. Im Neuen chinesisch-deutschen Wörterbuch aus der Volksrepublik China steht es zum Beispiel an 205. Stelle.
Um diesen Radikal zu verstehen, muss man sich einen Baum vorstellen, der in zwei Teilen gespalten ist: pian (Radikal 91), das ist die rechte Hälfte und qiang (Radikal 90), die linke Hälfte. Der Radikal besteht also aus zwei identischen, aber seitenverkehrt geschriebenen Zeichen, woraus sich „verkehrt“ ergibt. 
靠 (= lehnen) bedeutete zunächst Rücken an Rücken. 告 (gao) ist Lautträger in 靠 (kao).
In den meisten Fällen fungiert 非 als Lautträger in zusammengesetzten Zeichen wie in 扉 (= Tür), 霏 (in 霏霏 = dicht fallen, zum Beispiel Regen), 菲 (= Pflanzenduft), 啡 (in 咖啡 = Kaffee), 腓 (= Wade), 匪 (= Bandit) und 悲 (= Tragödie).

## Schriftzeichenverbindungen, die vom Radikal 175 regiert werden
| Striche | Zeichen |
| ------- | ------- |
| +0      | 非      |
| +04     | 靟 韮   |
| +07     | 靠      |
| +11     | 靡      |

 Im Unicodeblock Kangxi-Radikale ist das Radikal 175 unter der Codepointnummer 12.206 (U+2FAE) codiert.